# Reichssicherheitshauptamt

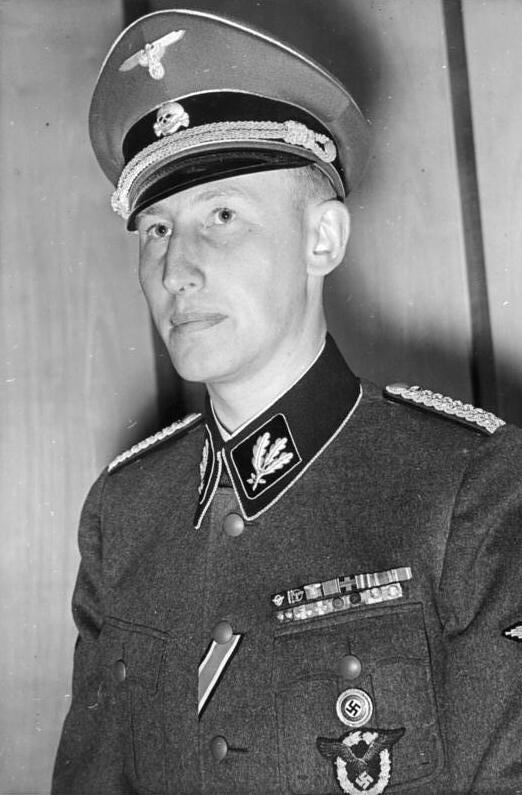
Reinhard Heydrich, director al RSHA, ca SS-Gruppenführer în august 1940

RSHA sau Reichssicherheitshauptamt (română Biroul Principal de Securitate al Reichului German) a fost o organizație subordonată SS-ului. RSHA a fost creată de Heinrich Himmler pe 22 septembrie 1939 prin fuzionarea Sicherheitsdienstului (SD, română Agenția de Securitate), al Gestapo (Geheime Staatspolizei, română Poliția Secretă de Stat) și a Kriminalpolizei (română Poliția Organizată pentru Crime). Îndatorirea stabilită a organizației era aceea de a lupta împotriva tuturor „dușmanilor Imperiului” înăuntrul sau în afara granițelor Germaniei Naziste. În această categorie erau incluși evreii, rromii și alte persoane de „rasă indezirabilă”, cum ar fi comuniștii și alți membri de organizații secrete ca francmasonii. Astfel, RSHA a coordonat activitatea unui număr de diferite agenții cu responsabilități extinse.
Primul director al RSHA a fost SS-Obergruppenführer Reinhard Heydrich, până la asasinarea sa pe 4 iunie 1942. SS-Obergruppenführer Dr. Ernst Kaltenbrunner l-a înlocuit pentru ultimii ani ai celui de-al Doilea Război Mondial. Acesta a supravegheat Einsatzgruppen (grupurile de intervenție sau echipele morții) care a urmat invaziei forțelor Armatei Germane înspre teritoriile estice.

## Organizația
Organizația a fost împărțită în șapte birouri (sau Ämter):
- Amt I, Personal și Organizare, condus de SS-Brigadeführer Bruno Streckenbach

- Amt II, Administrație, Justiție și Finanțe, condus de SS-Standartenführer Dr. Hans Nockemann.

- Amt III, Inland-SD, condus de SS-Gruppenführer Otto Ohlendorf.

- Amt IV, Geheime Staatspolizei (Gestapo), condus de SS-Gruppenführer Heinrich Müller. SS-Obersturmbannführer Adolf Eichmann, unul dintre principalii călăi ai Holocaust-ului, a fost șeful unei secțiuni a biroului Amt IV, secțiune numită Referat IV B4.

- Amt V, Kriminalpolizei (Kripo), a fost sub conducerea lui SS-Gruppenführer Arthur Nebe. Acest birou a fost "Poliția Organizată".

- Amt VI, Ausland-SD, a fost condus mai întâi de SS-Brigadeführer Heinz Jost, și apoi de SS-Brigadeführer Walter Schellenberg. Acesta a fost serviciul de inteligență străin al SS-ului.

- Amt VII, Written Records, supravegheat de SS-Brigadeführer Profesor Dr. Franz Six. Acesta a fost responsabil pentru sarcinile "ideologice", creatorul antisemitism-ului și a propagandei anti-masonice.

Amt IV, Gestapo și Amt V, Kripo, împreună au format Poliția de Securitate (Sicherheitspolizei — SIPO). SIPO a fost organizația care a arestat majoritatea evreilor, rromilor și a altor oameni considerați a fi dușmani ai Imperiului, deportându-i apoi în lagărele de concentrare și exterminare din Polonia și Ucraina ocupate de naziști.